# Buczino
Buczino (bułg. Бучино) – wieś w Bułgarii, w obwodzie Błagoewgrad, w gminie Błagoewgrad. Według Ujednoliconego Systemu Ewidencji Ludności oraz Usług Administracyjnych dla Ludności, 15 marca 2018 roku miejscowość liczyła 47 mieszkańców.

## Osoby związane z miejscowością
- Nikoła Czargata – bułgarski rewolucjonista, wojewoda miejscowej czety w 1904 roku[2]
- Arso Pandurski (1915–1944) – bułgarski partyzant